# Cortenbach (Adelsgeschlecht)

Wappen derer von Cortenbach

Cortenbach, auch Courtenbach, Curtenbach, Cordebach o. ä., ist ein altes Adelsgeschlecht, das seine Ursprünge auf das Schloss Cortenbach in Voerendaal in der heutigen niederländischen Provinz Limburg zurückführt.

## Geschichte
Erster überlieferter Namensträger war Gerart von Cortenbach, der 1381 von Herzog Wenzel von Brabant und Limburg mit der Herrlichkeit belehnt wurde. 
Viele Namensträger kamen in hohe politische Positionen im Rhein-Maas-Gebiet sowie im Herzogtum Jülich-Berg. Über Jahrhunderte waren Cortenbach Herren von Helmond sowie Vögte von Roermond. Mehrere Namensinhaber waren führende Mitglieder des Deutschen Ritterordens, so etwa im 15. Jahrhundert Ivo von Cortenbach, Landkomtur der Deutschordensballei Alden Biesen, im 16. Jahrhundert Johann von Cortenbach, Komtur der Deutschordenskommende St. Aegidius in Aachen, Biesen und Petersvuren sowie Franz Egon von Cortenbach, Komtur der Deutschordenskommende Siersdorf von 1736 bis 1742.
In der niederländischen Provinz Limburg besaß die Familie Buwe, Cortenbach und Cunradt (urkundl. 1507), Duisberg (1623), Gudegouen, Helmond (1415–1625), Herk, Hinkrath, Kirchenberg (1415) und Roermond. Im Rheinland hatten sie Broich, einen Wohnsitz in Köln (1480), Forsthoff im Kreis Düsseldorf, Hochkirchen im Kreis Düren, Langendunk (1750), Pass (1718), Rheindorff im Kreis Bonn (1723), Schleveringhoven (Kempen) (1718), Schönbeck (1600), Seuerse und Sulz. Ab 1646 gelangte die Familie durch die Heirat von Johann Franz Gerhard von Cortenbach mit Anna Klara von Zweiffel für etwa 100 Jahre in den Besitz von Burg Wissem in Troisdorf. In Westfalen war darüber hinaus Altenhagen (Hagen) (1737) in ihrem Besitz.

## Wappen
Blasonierung: In Gold drei rote Schrägbalken. Auf dem Helm mit rot-goldenen Decken ein Mannsrumpf in Farbe und Figur des Schildes mit einem roten Hut mit Quasten.
Abweichend stellt Max von Spießen in seinem Wappenbuch des Westfälischen Adels das Wappen derer von Cortenbach mit drei roten Schrägbalken in Silber dar.

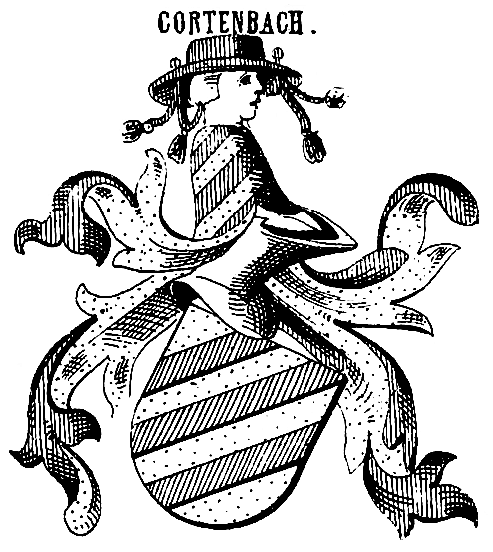
Wappen derer von Cortenbach bei Johann Siebmacher
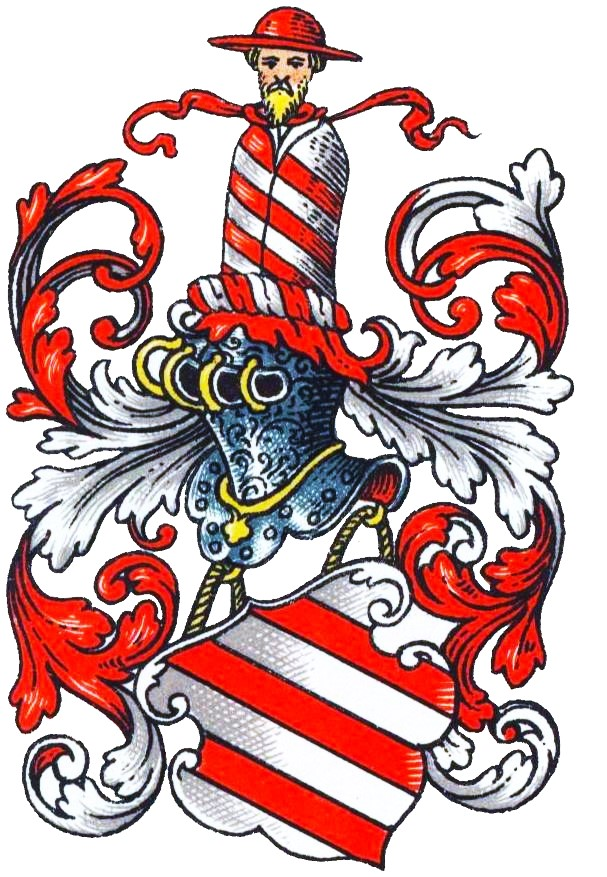
Wappen derer von Cortenbach bei Max von Spießen
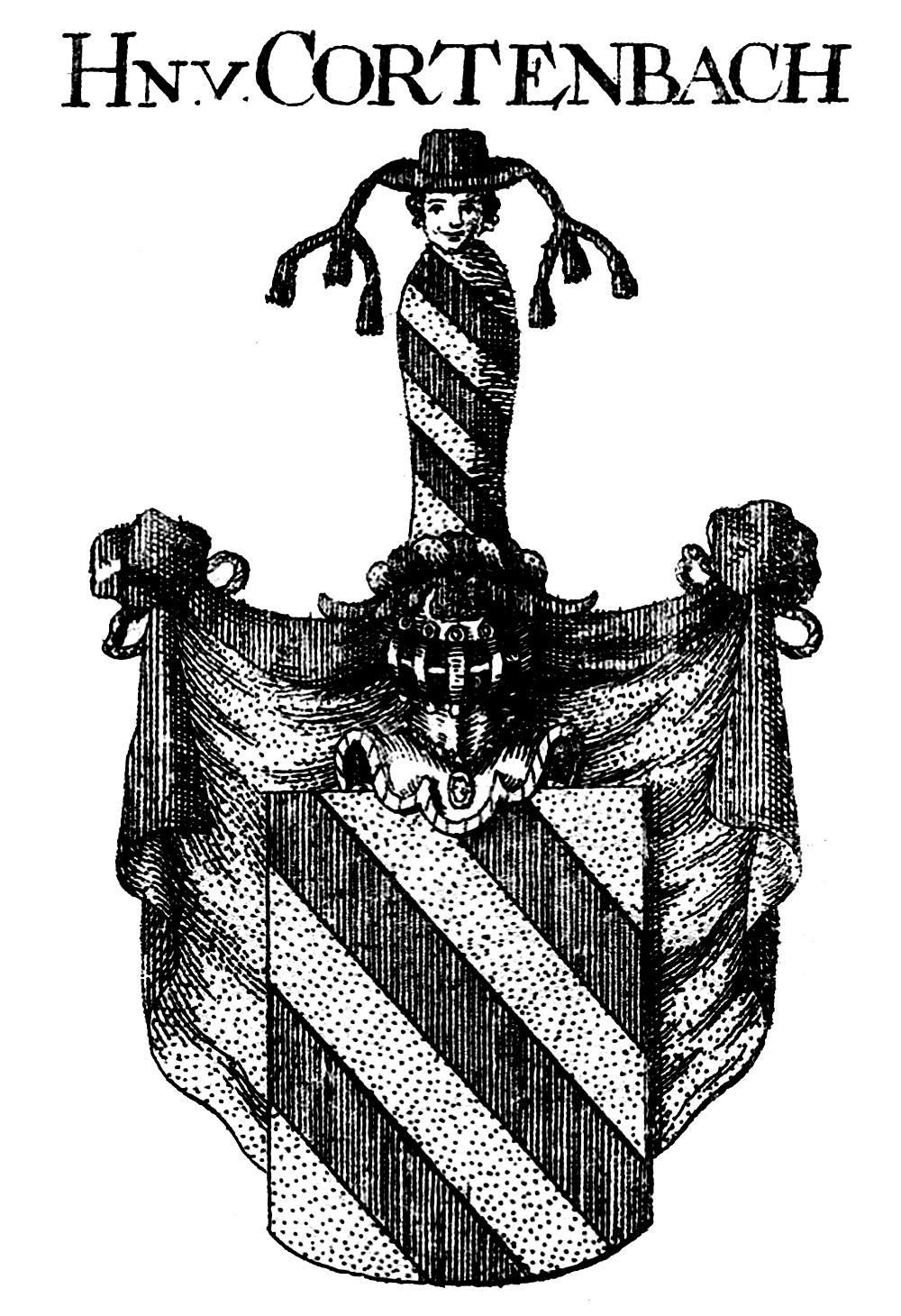
Wappen der Herren von Cortenbach, Kupferstich
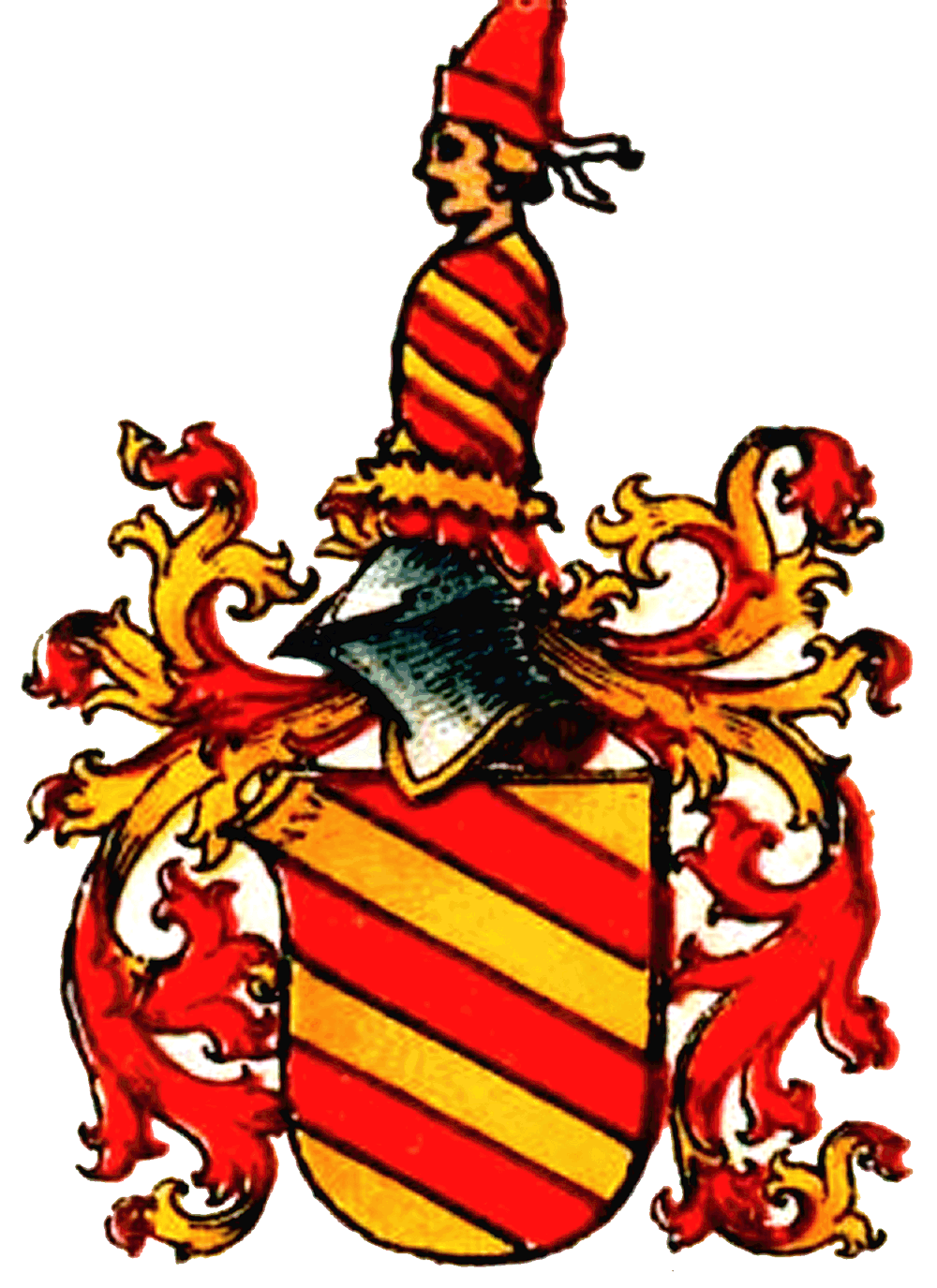
Wappen derer von Cortenbach, frühes 20. Jahrhundert